# Гидроблейд
Гидроблейд или гидроспираль (англ. Hydroblading) — элемент в фигурном катании. Вариант спирали со скольжением с глубокого ребра с вытянутым телом в очень низком положении, почти касаясь льда. Возможны несколько вариантов положения, но один из них, обычно исполняемый фигуристами-одиночниками, — скольжение на внутреннем ребре с глубоко согнутым коленом опорной ноги со свободной ногой, скрещённой сзади и вытянутой за пределы собственной оси. Название элемента объясняется визуальным впечатлением, будто спортсмен зависает над водной гладью. Для его исполнения требуется большое пространство на ледовом катке.

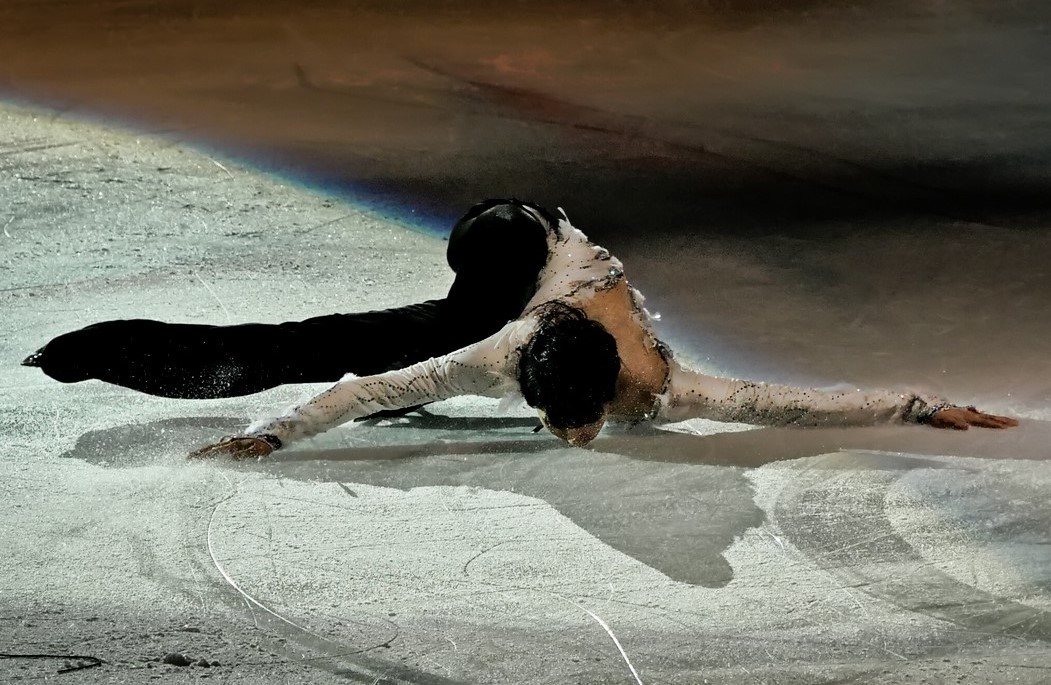
Юдзуру Ханю исполняет гидроблейд на показательных выступлениях Финала Гран-при 2019

Элемент был популяризирован в начале 1990-х годов канадским танцевальным дуэтом Ше-Линн Бурн и Виктором Краатцом; их тренер Уши Кеслер придумала название «гидроблейд».
Известным исполнителем гидроблейда является Юдзуру Ханю. Среди российских одиночниц его исполняют Евгения Медведева и Майя Хромых, среди одиночников в пример можно привести Евгения Семененко и Петра Гуменника.

## Вариации
- Классический — с касанием льда двумя руками, чаще всего делается на правом заднем внутреннем ребре фигуристами-правшами.
- С одной рукой — отрывание одной руки ото льда, обычно удобно для правшей.
- Без рук — обе руки не касаются льда, что усложняет опускание верхней части тела ко льду.
- На двух ногах — исполняется на двух ногах без вытягивания одной из них[7].
- С захватом ноги — одна рука касается льда, а другая хватает свободную ногу.
- Пары — совместный гидроблейд пары, исполняемый в одной или разных вариациях, либо исполняемый одним партнёром, в то время как другой партнёр исполняет параллельно другой элемент.
- Без наклона тела — одна нога вытянута вперёд, верхняя часть тела не наклоняется, элемент напоминает «пистолетик».